# خميس الخياطي
خميس الخياطي (10 ديسمبر 1946 - 18 جوان 2024) هو ناقد سينمائي تونسي.

## النشأة والمسيرة
ولد خميس الخياطي في القصور في ولاية الكاف وحصل على الدكتوراة في علم الاجتماع من فرنسا حول سينما صلاح أبو سيف. وعمل إلى سن التقاعد في إذاعة فرنسا الثقافية وقدم برنامجا حول السينما في قناة تونس 7 وكتب مقالات في النقد السينمائي في عدة صحف.

## الحياة الشخصية
له ابنان وبنت وهم إلياس ومهدي وأريج.

## أعماله
- فلسطين و السينما. باريس، 1976 (إدارة التأليف) (بالفرنسية)
- النقد السينمائي. دار المعــارف، القاهرة، 1983
- عن السينما المصرية. دار سينيماتاك، مونتريال، 1986 (إدارة التأليف)
- صلاح أبوسيف، مخرج مصري، دار سندباد، باريس 1990 (بالفرنسية)
- صلاح أبوسيف. صندوق التنمية الثقافية، القاهرة، 1995
- إشكالية التعبير السينمائي الفلسطيني، كتيب عربي/إنقليري، القاهرة، 1995
- السينمات العربية. دار نشر آرماتان، باريس، 1996 (بالفرنسية)
- نجوم بها تهتدون. دار ميدياكوم للنشر، تونس، 1998
- بحثا عن الصورة (سينما وتلفزيون). دار سحر، تونس، 2001 (بالفرنسية)
- من بلدي. (طبع على النفقة الخاصة)، تونس، 2005 (بالفرنسية)
- تسريب الرمل. الخطاب السلفي في الفضائيات العربية. دار سحر، تونس، 2006
- الدنيا هبال – سيناريو. دار سحر، تونس، 2013
- حين أصبح الجمل لاحما. خرافة للكبار. دار آفاق للنشر، تونس
- من ذاكرة أيام قرطاج السينمائية. دار نقوش عربية، 2016 (إدارة التأليف)  (بالعربية والفرنسية)
- الثقافة محنة لذيذة. دار نقوش عربية، تونس، 2016
- أفلام (1) السرد السينمائي العربي. دار سحر، تونس، 2016
- العين بصيرة... في الشأن التلفزي التونسي. دار نحن، 2016
- أفلام (2). السرد السينمائي العالمي. دار سحر، تونس، 2019
- سياسة المخرجين. دار سحر للنشر. (قيد الإنجاز)